# Luigi Caldarulo
Luigi Caldarulo (Bari, 10 marzo 1912 – Terni, 1977) è stato un calciatore italiano, di ruolo difensore.

## Carriera
Ha giocato in Serie A con Ambrosiana (durante il servizio militare) e Bari (per 4 stagioni). Debuttò in A il 30 marzo 1933 in Genoa-Bari (3-1).
Negli anni duemiladieci, su iniziativa congiunta dell'Unione Nazionale Veterani dello Sport e del comune di Bari gli viene intitolata una delle salite dello Stadio San Nicola.

## Palmarès

### Club

#### Competizioni nazionali
- Serie B: 1

Bari: 1934-1935
- Serie C: 2

Borzacchini Terni: 1940-1941, 1942-1943